# Carex imandrensis
Carex imandrensis là một loài thực vật có hoa trong họ Cói. Loài này được Kihlm. ex Hjelt mô tả khoa học đầu tiên năm 1895.